# Solenoide

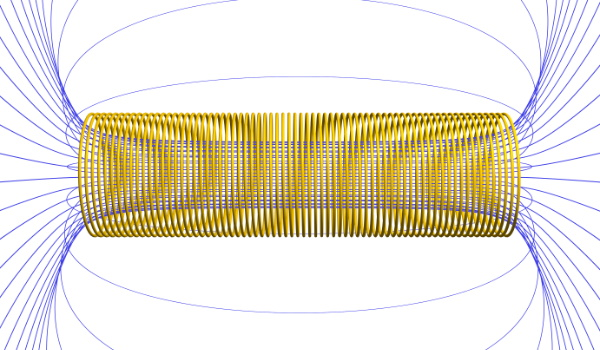
Solenoide travessat per un corrent. Les corbes blaves representen les línies de camp magnètic.

Un solenoide (del grec, «Solen», 'tub', 'conducte', i «eidos», 'en forma de') és un dispositiu físic capaç de crear un camp magnètic summament uniforme i intens en el seu interior, i molt feble a l'exterior. Té forma de bobina cilíndrica i consta d'un fil conductor aïllat i enrotllat segons una hèlix, formant un cilindre d'una llargària, normalment superior al diàmetre. André-Marie Ampère va inventar el 1820 el concepte de solenoide et el nom de "solenoide", en un experiment que feia amb corrents circulars.

## Disseny

Línies de camp magnètic sobre un solenoide travessat per un corrent.

Un exemple teòric és el d'una  bobina de fil  conductor aïllat i enrotllat helicoïdalment, de longitud indeterminada. En aquest cas ideal el camp magnètic seria uniforme al seu interior i, com a conseqüència, a fora seria nul.

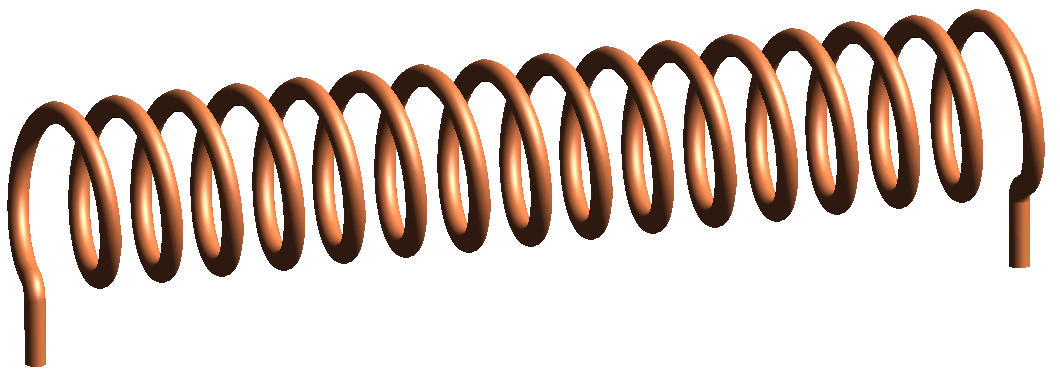
sol.

A la pràctica, una aproximació real a un  solenoide  és un fil  conductor aïllat, de longitud finita, enrotllat en forma d'hèlix (bobina) o un nombre d'espirals amb un pas d'acord amb les necessitats, pel qual circula un corrent elèctric. Quan això succeeix, es genera un camp magnètic dins de la bobina tant més uniforme com més llarga sigui la bobina. L'avantatge de solenoide rau en aquesta uniformitat que de vegades cal en alguns experiments de física. Però també té inconvenients: és més molest que les  Bobines de Tesla i no pot produir un camp magnètic elevat sense un equip costós i un sistema de refrigeració.
Una bobina amb un nucli apropiat, es converteix en un electroimant. S'utilitza generalment per a generar un camp magnètic uniforme.
Es pot calcular el mòdul del camp magnètic en el terç mitjà d'un solenoide segons l'equació:

{\displaystyle B={\frac {mNi}{L}}}

on:
- M , la permeabilitat magnètica,
- N , el nombre d'espires delsolenoide,
- I , el corrent que circula i
- L , la longitud total de solenoide.

Mentre que el camp magnètic en els extrems d'aquest poden aproximar com:

{\displaystyle B={\frac {mNI}{2L}}}

## Vàlvules solenoides
Aquest tipus de bobines és utilitzat per accionar un tipus de vàlvula, anomenada vàlvula solenoide, que respon a polsos elèctrics respecte de la seva obertura i tancament. Eventualment controlable per programa, la seva aplicació més recurrent en l'actualitat, té relació amb sistemes de regulació hidràulica i pneumàtica.
El mecanisme que s'acobla i desacobla el motor d'arrencada dels motors de combustió interna en el moment de la seva posada en marxa és un solenoide.